# Coqueiros do Sul
Coqueiros do Sul – miasto i gmina w Brazylii, w stanie Rio Grande do Sul. Znajduje się w mezoregionie Noroeste Rio-Grandense i mikroregionie Carazinho.